# Henri de Grandson
Henri de Grandson, dit aussi de Grançon, mort le 11 juin 1286, est une évêque de Verdun de la fin du XIIIe siècle, sous le nom Henri III. Succédant à son frère, Gérard, il est issu de la famille des Grandson, une des plus importantes familles nobles de la Suisse Occidentale à cette période. 

### Origines
La date de naissance d'Henri de Grandson n'est pas connue. Il est le fils de Pierre Ier (mort entre 1257 et 1263), chevalier, seigneur de Grandson, et d'Agnès [de Chiny] (?),, soit Agnès de Neuchâtel-Fénis, fille du comte Ulrich III de Neuchâtel,.
Issue d'une fratrie de neuf enfants, il a notamment pour frères et sœur : Othon Ier et Guillaume, qui font carrière en Angleterre, Gérard, qui l'a précédé sur le trône de Verdun (1275-1278), ou encore Guillemette, comtesse puis régente du comté de Gruyère.

### Début de carrière
Tout comme son frère Gérard, il est destiné à une carrière ecclésiastique. Il fait ses études à l'Université de Bologne. Il est mentionné, entre février 1275 et juillet de l'année suivante, comme chanoine, chantre et chancelier de la cathédrale de Lausanne. En novembre 1276, il est prévôt du Chapitre de Lausanne et il garde cette dignité jusqu'au 25 février 1282.
Dans le mesure où une partie de sa famille fait carrière en Anglettre, il est curé de Greystoke, de 1276 à 1285.
Bien que Adolphe Vachet (1897) ne le mentionne pas dans sa liste, il est membre du Chapitre de Saint-Jean de Lyon (1284),.
À la mort de son frère, en 1278, le Chapitre cathédral de Verdun est divisé quant à sa succession. Si une partie des voix se porte sur lui, l'autre partie des chanoines votent pour l'un des leurs Raoul de Thourotte,. Il faut attendre le 10 juin 1284 pour que le pape Martin IV tranche la situation,. Ce dernier fait face à une situation où deux évêchés, Lyon et Verdun, sont vacants, cependant pour celui de Lyon, il n'y a pas de candidats, tandis que pour Verdun deux sont en lice. Le pape considère dans le contexte qu'Henri, bien qu'issu du Chapitre de Saint-Jean, n'est ni prêt, ni le bon candidat, pour monter sur le trône de Lyon. Il fait le choix de lui donner le trône de Verdun, et celui de Lyon revient à Raoul de Thourotte.

### Épiscopat
Henri de Grandson meurt le 11 juin 1286. Son corps est inhumé aux côtés de celui de son frère, Gérard, dans l'église de Châtillon-l'Abbaye.

### Articles liés
- Liste des évêques de Verdun
- Diocèse de Verdun